# Арамилев, Иван Андреевич
Иван Андреевич Ара́милев (настоящая фамилия — Зырянов; 30 декабря 1895 [11 января 1896], Ежи, Пермская губерния — 11 апреля 1954, Москва) — русский советский писатель. Автор книг про охоту.

## Биография
Родился 30 декабря 1895 (11 января 1896) года в деревне Ежи Пермского уезда Пермской губернии в крестьянской семье, окончил сельскую школу.

Я родился и вырос в лесах Северного Урала. В юности охота была для меня средством существования. Охотою я кормился, поддерживал семью, и даже первые книги, приобретенные мною, были выменяны у офени на беличьи и горностаевые шкурки.
В 1914 году был призван на Первую мировую войну, рядовой. В 1917—1921 годах участвовал в Гражданской войне в рядах Красной Армии, попал на Восточный фронт, дважды был тяжело ранен.
Ещё на войне начал писать небольшие очерки-зарисовки, пользовавшиеся успехом среди однополчан, что было замечено командованием, и красноармеец был направлен в университет.
С октября 1922 года жил в Москве. Окончил филологический факультет Московского государственного университета.
Шесть лет работал преподавателем русского языка и литературы на рабфаке.
В 1920-х годах начал выступать в печати благодаря Максиму Горькому (на рукописи рассказа И. Арамилева «На соболя» Горький написал: «Идёт. Очень хорошо, просто»).
Участник Великой Отечественной войны — военный корреспондент, на 1944 год — майор, писатель газеты «Красноармейская правда» 3-го Белорусского фронта.

Майор Зырянов первым написал книгу о Герое Советского Союза Александре Матросове, которая опубликована в газете и издаётся издательством «Молодая гвардия». Это человек исключительного трудолюбия. В дни развернувшегося наступления майор Зырянов выезжает на важнейшие участки фронта и быстро, оперативно, организует материал. В день взятия Орши находился в частях 31-й армии. В этот же день он дал материал о зверствах немцев в Орше.— из наградного листа на Орден Красной Звезды, 1944 год
Награждён Орденом Красной Звезды (1944) и пятью медалями, в том числе медалью «За оборону Москвы».
После войны продолжил творческую деятельность.
Жил в Москве, но в сезон охоты всегда уезжал в деревню Елдино, где ещё в 1924 году поселились его родители. Охотился в угодьях в Конаковском районе, где с 1957 года образовано Безбородовское государственное опытное охотничье хозяйство. Участвовал в создании и составлении альманаха «Охотничьи просторы».
В конце жизни тяжело болел, рассказы «На острове Лебяжьем», «Пережиток» и «Берендей» написаны писателем уже прикованным к постели, изданы посмертно.
Умер 11 апреля 1954 года в Москве, похоронен на Введенском кладбище (уч. 12).

## Творчество
Основные темы рассказов и повестей Арамилева — охота и природа. Душевный мир его героев тесно связан с поэтичными картинами природы.
Автор автобиографического романа «Юность Матвея» (1941) в котором изображена жизнь на Урале в предреволюционную пору.
Написал повести про охоту и природу: «Путешествие на Кульдур», «В лесах Урала», «На острове Лебяжьем», «В тайге», «Накануне».
Автор сборников рассказов «Охотничьи рассказы» и «Рассказы охотника».
Также писал для детей — в издательстве «Детгиз» вышли сборники его рассказов: «На охотничьей тропе», «Мишутка», «Тюха».
В годы войны, работая фронтовым корреспондентом, написал несколько книг о подвигах советский воинов.
Автор ряда очерков о писателях — своих современниках: Фёдоре Гладкове, Алексее Новикове-Прибое, Михаиле Пришвине.
Печатался в журналах «Новый мир», «Октябрь», «Знамя», «Огонёк», «Советский воин», «Советский охотник» и других.

### Издания на иностранных языках
- Młodość Matwieja / Iwan Aramilew ; Przekł. autoryz. Tadeusza Osińskiego. — Kraków: Państwowy inst. wyd-czy, 1950. — 323 с.
- Młodość Matwieja / Iwan Aramilew ; Przekład z ros. Tadeusza Osińskiego. — 2-ie wyd. — Warszawa: Państwowy inst. wydawniczy, 1951. — 354 с.
- Erzählungen eines Jägers / Iwan Aramilew ; Aus dem Russ. übers. von Horst Wolf. — Weimar: Kiepenheuer, 1954. — 460 с.
- Lovecké povídky / Ivan Aramilev ; Přel. Ruda Havránková ; Il. Mirko Hanák. — Praha: Svět sovětů, 1954. — 369 с.
- Lovecké povídky / Ivan Aramilev ; Přel. Ruda Havránková ; Il. Mirko Hanák. — 2. vyd. — Praha: Svět Sovětů, 1955. — 369 с.
- On the trai: (Stories of a Hunter) / Ivan Aramilev ; Transl. from the Russ. by George and Jeanette Kittell ; Designed and il. by G. Nikolsky. — Moscow: Foreign languages publ. house, 1956. — 345 с.
- På jaktstigen: (En jägares berättelser) / Ivan Aramilev. — Moskva: Forl. for Litteratur på främmande språk, 1959. — 206 с.
- Jagd in der Taiga / Iwan Aramilew ; Aus dem Russischen übers. von Hellmut Schöner. — Salzburg; Stuttgart: Das Bergland-Buch, 1959. — 301 с.
- In de taiga: Siberische jachtavonturen / Iwan Aramiljow ; Uit het Russ. vertaald door M. Wiessing; Ill. G. Nikolski. — Moskou: Uitgeverij voor literatuur in vreemde talen, 1961. — 284 с.
- Jagd auf den Feuervogel: Erzählungen eines Jägers / Iwan Aramilew; Ill. von Heinz Ebel; Aus dem Russ. übers. von Horst Wolf. — Berlin: Neues Leben, 1961. — 188 с.
- Taigaen: Jægerliv i Sibirien / Iwan Aramilew ; Med tegninger af Leif Ragn Jensen; Overs. af Knud Müller. — København: Spektrum, 1964. — 240 с.
- Jakt i tajgan / Ivan Aramilev ; Till svenska av Nils Jacobsson. — Stockholm: Gebers, 1962. — 239 с.